# Dorvilleidae
Dorvilleidae är en familj av ringmaskar. Dorvilleidae ingår i ordningen Eunicida, klassen havsborstmaskar, fylumet ringmaskar och riket djur. Enligt Catalogue of Life omfattar familjen Dorvilleidae 187 arter. 

## Dottertaxa till Dorvilleidae, i alfabetisk ordning[1][2]
- Anchidorvillea
- Anisoceras
- Apodotrocha
- Apophryotrocha
- Arenotrocha
- Coralliotrocha
- Diaphorosoma
- Dinophilus
- Dorvillea
- Eliberidens
- Enonella
- Eteonopsis
- Exallopus
- Gymnodorvillea
- Ikosipodoides
- Ikosipodus
- Iphitime
- Mammiphitime
- Marycarmenia
- Meiodorvillea
- Microdorvillea
- Neotenotrocha
- Ophryothrocha
- Ophryotrocha
- Ougia
- Palpiphitime
- Papilliodorvillea
- Paractius
- Paraphryotrocha
- Parapodrilus
- Parophryotrocha
- Parougia
- Petrocha
- Pettiboneia
- Pinniphitime
- Prionognathus
- Protodorvillea
- Pseudophryotrocha
- Pusillotrocha
- Schistomeringos
- Staurocephalus
- Stauronereis
- Trilobodrilus
- Veneriserva
- Westheideia